# Халльвюльский музей
Музей Халльвюль (швед. Hallwylska museet) — музей семейства Халльвюль по улице Хамнгатан строение 4, в Стокгольме.
Музей расположен в строении дворцового типа (швед. Hallwylska palatset), построенном в 1893—1898 годах по проекту шведского архитектора Исака Класона для четы Вальтера и Вильгельмины фон Халльвюль.
На рубеже XIX—XX веков графская чета собрала одно из самых крупных в Швеции частных собраний фарфора, антикварной мебели, оружия и живописи.
В 1920 году здание и обширнейшая коллекция, насчитывающая около 50 тысяч произведений искусства, были переданы графиней в собственность шведского государства.

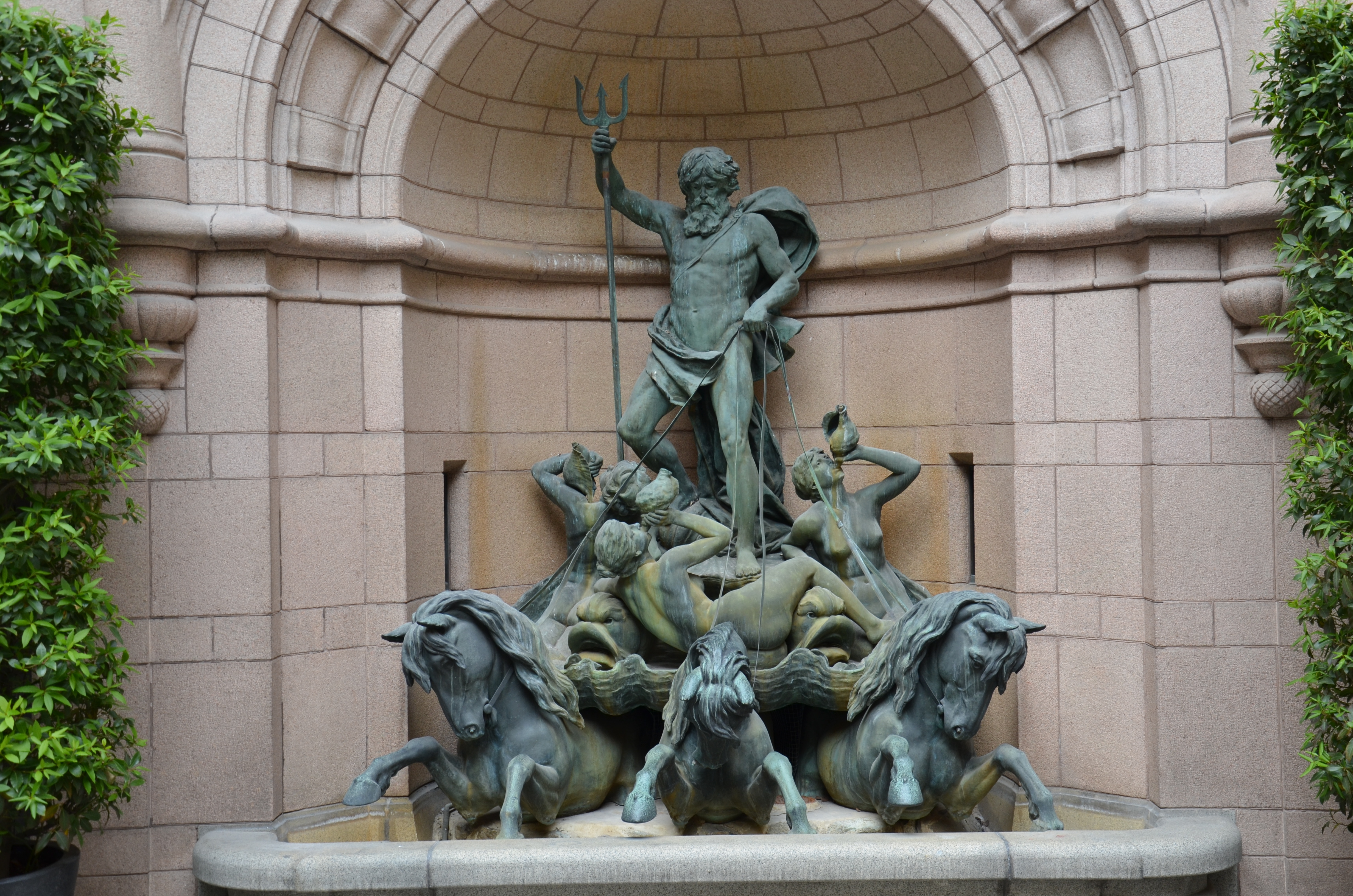
Скульптура Нептун авторства скульптура Вильгельма Маурица Густава Линдберга

.